# Serie A 1994 (Ecuador)
La Serie A 1994 è stata la 36ª edizione della massima serie calcistica dell'Ecuador, ed è stata vinta dall'Emelec, giunto al suo ottavo titolo.

## Formula
I 12 partecipanti disputano la prima fase in un girone all'italiana; le prime due si qualificano alla fase finale. La seconda fase vede la divisione delle squadre in due gruppi; le prime d'ogni girone si qualificano alla fase finale. Quest'ultima è strutturata in un girone da 8, il cui vincitore si aggiudica il titolo di campione d'Ecuador.

## Prima fase
|  | Pos. | Squadra          | Pt | G  | V  | N | P  | GF | GS | DR  |
|  | ---- | ---------------- | -- | -- | -- | - | -- | -- | -- | --- |
|  | 1.   | ESPOLI           | 31 | 22 | 12 | 7 | 3  | 41 | 26 | +15 |
|  | 2.   | El Nacional      | 30 | 22 | 12 | 6 | 4  | 39 | 24 | +15 |
|  | 3.   | Emelec           | 28 | 22 | 12 | 4 | 6  | 37 | 16 | +21 |
|  | 4.   | Deportivo Quito  | 26 | 22 | 10 | 6 | 6  | 40 | 26 | +14 |
|  | 5.   | LDU Portoviejo   | 24 | 22 | 8  | 8 | 6  | 30 | 28 | +2  |
|  | 6.   | Aucas            | 22 | 22 | 8  | 6 | 8  | 29 | 23 | +6  |
|  | 7.   | Barcelona SC     | 21 | 22 | 7  | 7 | 8  | 18 | 24 | -6  |
|  | 8.   | LDU Quito        | 20 | 22 | 7  | 6 | 9  | 36 | 26 | +10 |
|  | 9.   | Green Cross      | 18 | 22 | 6  | 6 | 10 | 27 | 31 | -4  |
|  | 10.  | Delfín           | 16 | 22 | 5  | 6 | 11 | 16 | 43 | -27 |
|  | 11.  | Deportivo Cuenca | 15 | 22 | 4  | 7 | 11 | 21 | 41 | -20 |
|  | 12.  | Valdez           | 13 | 22 | 5  | 3 | 14 | 23 | 49 | -26 |

ESPOLI 1 punto bonus; El Nacional 0,5.

## Seconda fase

### Gruppo 1
|  | Pos. | Squadra         | Pt | G  | V | N | P | GF | GS | DR  |
|  | ---- | --------------- | -- | -- | - | - | - | -- | -- | --- |
|  | 1.   | ESPOLI          | 18 | 12 | 8 | 2 | 2 | 22 | 16 | +6  |
|  | 2.   | Emelec          | 16 | 12 | 7 | 2 | 3 | 28 | 13 | +15 |
|  | 2.   | Deportivo Quito | 16 | 12 | 6 | 4 | 2 | 24 | 13 | +11 |
|  | 4.   | LDU Quito       | 10 | 12 | 4 | 2 | 6 | 26 | 27 | -1  |
|  | 4.   | LDU Portoviejo  | 10 | 12 | 3 | 4 | 5 | 14 | 22 | -8  |
|  | 6.   | Delfín          | 9  | 12 | 3 | 3 | 6 | 13 | 24 | -8  |

### Gruppo 2
|  | Pos. | Squadra          | Pt | G  | V | N | P | GF | GS | DR  |
|  | ---- | ---------------- | -- | -- | - | - | - | -- | -- | --- |
|  | 1.   | Barcelona SC     | 15 | 12 | 5 | 5 | 2 | 12 | 4  | +8  |
|  | 2.   | Aucas            | 13 | 12 | 5 | 3 | 4 | 15 | 16 | -1  |
|  | 3.   | El Nacional      | 11 | 12 | 3 | 5 | 4 | 19 | 20 | -1  |
|  | 4.   | Deportivo Cuenca | 10 | 12 | 4 | 2 | 6 | 14 | 24 | -10 |
|  | 5.   | Green Cross      | 9  | 12 | 3 | 3 | 6 | 16 | 14 | +2  |
|  | 6.   | Valdez           | 6  | 12 | 2 | 3 | 7 | 9  | 19 | -10 |

Valdez 1 punto di penalizzazione. Valdez retrocesso per peggior risultato complessivo tra prima e seconda fase.

## Fase finale

### Play-out

#### Andata
| Manta 30 ottobre 1994 | Delfín | 1 – 0 referto | Deportivo Cuenca |  |

#### Ritorno
| Cuenca 6 novembre 1994                           | Deportivo Cuenca     | 2 – 1 referto | Delfín |  |
| \| \| \| \| \| – \| Tiri di rigore 3 – 4 \| – \| |                      |               |        |  |
|                                                  |                      |               |        |  |
| –                                                | Tiri di rigore 3 – 4 | –             |        |  |

### Girone per il titolo
|                    | Pos. | Squadra         | Pt   | G  | V | N | P | GF | GS | DR  |
| ------------------ | ---- | --------------- | ---- | -- | - | - | - | -- | -- | --- |
| Ecuador (bandiera) | 1.   | Emelec          | 14   | 10 | 5 | 4 | 1 | 15 | 4  | +11 |
|                    | 2.   | El Nacional     | 13,5 | 10 | 4 | 5 | 1 | 13 | 9  | +4  |
|                    | 3.   | Barcelona SC    | 11   | 10 | 2 | 6 | 2 | 13 | 9  | +4  |
|                    | 4.   | Deportivo Quito | 9    | 10 | 1 | 7 | 2 | 11 | 15 | -4  |
|                    | 5.   | Aucas           | 8    | 10 | 3 | 2 | 5 | 10 | 13 | -3  |
|                    | 5.   | ESPOLI          | 8    | 10 | 2 | 2 | 6 | 11 | 18 | -7  |

## Verdetti
- Emelec campione nazionale
- Emelec ed El Nacional in Coppa Libertadores 1995
- Barcelona e Deportivo Quito in Coppa CONMEBOL 1995.
- Valdez e Deportivo Cuenca retrocessi.

## Classifica marcatori
| Gol |  |  | Giocatore       | Squadra          |
| --- |  |  | --------------- | ---------------- |
| 25  |  |  | Manuel Uquillas | Barcelona SC     |
| 22  |  |  | Luis Chérrez    | Deportivo Quito  |
| 18  |  |  | Pedro Muñoz     | LDU Portoviejo   |
| 17  |  |  | Carlos Vernaza  | El Nacional      |
| 15  |  |  | Gilson Simões   | LDU Quito        |
| 12  |  |  | Eduardo Hurtado | Emelec           |
| 12  |  |  | Agustín Delgado | Barcelona SC     |
| 12  |  |  | Pablo Galván    | Deportivo Cuenca |
| 12  |  |  | Ermen Benítez   | Green Cross      |
| 11  |  |  | Teodoro Jauch   | ESPOLI           |
| 11  |  |  | Fabián Cubero   | Deportivo Quito  |